# Melvin Fitting
Melvin Chris Fitting (* 24. Januar 1942 in Troy (New York))  ist ein US-amerikanischer Mathematiker, der sich mit mathematischer Logik, Informatik und Philosophie der Mathematik befasst.

## Leben
Fitting studierte am Rensselaer Polytechnic Institute mit dem Bachelor-Abschluss und wurde 1968 an der Yeshiva University bei Raymond Smullyan promoviert (Intuitionistic Logic, Model Theory, and Forcing). Danach war er Professor am Lehman College der City University of New York (CUNY) und lehrte auch am Graduate Center der CUNY.
Er ist ein Pionier auf dem Gebiet der Tafel-basierten (Tableau Method) automatischen Beweissysteme und schrieb darüber Lehrbücher.
2012 erhielt er den Herbrand Award der Conference on Automated Deduction (CADE) auf der International Joint Conference on Automated Reasoning (IJCAR).

## Schriften
- Intuitionistic Logic, Model Theory, and Forcing, North-Holland, Amsterdam, 1969
- Fundamentals of Generalized Recursion Theory, North-Holland, Amsterdam, 1981.
- Proof Methods for Modal and Intuitionistic Logics, D. Reidel, Dordrecht, 1983
- Computability Theory, Semantics and Logic Programming. Oxford University Press, 1987
- First-Order Logic and Automated Theorem Proving, Springer 1990, 2. Auflage 1996
- mit Raymond Smullyan: Set Theory and the Continuum Problem, Oxford University Press 1996, Dover 2010
- mit Richard Mendelsohn: First order modal logic, Kluwer 1998
- Incompleteness in the Land of Sets, College Publications, 2007
- Basic modal logic, in Dov M. Gabbay, C.J. Hogger,J.A. Robinson (Hrsg.): Handbook of Logic in Artificial Intelligence and Logic Programming, Band 1, Oxford University Press 1993, S. 368–448
- Types, Tableaus, and Goedel's God, Kluwer, 2002
- Modal Proof Theory, in Patrick Blackburn, Johan van Benthem, Frank Wolter (Hrsg.), Handbook of Modal Logic, Kapitel 2, Springer-Verlag, 2006.
- Formal Methods, Vincent Hendricks, John Symons (Hrsg.): Formal Philosophy, Automatic Press, 2005, Kapitel 4, S. 27–33
- Intensional Logic - Beyond First Order, in:Vincent F. Hendricks, Jacek Malinowski (Hrsg.), Trends in Logic: 50 Years of Studia Logica, Kluwer 2003, S. 87–108
- Herausgeber mit Ewa Orlowska: Beyond Two: Theory and Applications of Multiple-Valued Logic, Springer, 2003.
- Einführung in: Marcello D´Agostino, Dov Gabbay, Reiner Hähnle, Joachim Posegga: Handbook of Tableau Methods, Springer 1999